# ألان ووكر (لاعب كرة قدم)
ألان ووكر (بالإنجليزية: Allan Walker)‏ (3 يناير 1986 بإدنبرة في المملكة المتحدة - ) هو لاعب كرة قدم بريطاني في مركز الوسط. لعب مع ريث روفرز ونادي بريتشين سيتي ونادي هيبرنيان ونادي إيست فيف وبيرويك راينجرز ونادي ليفينغستون لكرة القدم.

## وصلات خارجية
- ألان ووكر على موقع قاعدة بيانات كرة القدم.إي يو (الإنجليزية)
- ألان ووكر على موقع Soccerbase.com (لاعب) (الإنجليزية)